# Norito
Norito (祝詞, のりと) es la oración o palabras dirigidas a deidades en el sintoísmo. Son una especie de alocuciones abundantes en simbolismo que se recitan con ocasión de particulares actos por los sacerdotes encargados de las ceremonias del culto. Entre los noritos más conocidos se halla el titulado «Palabras de la Gran Purificación», recitado el 3 de junio y el 31 de diciembre en la ceremonia de la Gran Purificación.
En el Engishiki del siglo X, ya aparecen en el volumen octavo 27 noritos rituales de virtud mágica que se utilizan en las grandes celebraciones.
Nori-goto significa «palabras pronunciadas».
Kotodama es la creencia de que las palabras pueden acceder a la esfera espiritual y que la pronunciación de las palabras influyen en la humanidad.